# Lijst van rijksmonumenten in Gramsbergen
De plaats Gramsbergen telt 9 inschrijvingen in het rijksmonumentenregister. Hieronder een overzicht.
| Object | Oorspronkelijke functie? | Bouwjaar             | Architect | Locatie           | Coördinaten?                  | Nr.?  | Afbeelding |
| --- | ------------------------ | -------------------- | --------- | ----------------- | ----------------------------- | ----- | --- |
| Eenvoudige boerderij De Smederij | Boerderij                | derde kwart 19e eeuw |           | Oldenhof 4        | 52° 36' 35" NB, 6° 40' 1" OL  | 17185 | Upload foto |
| Boerenhuis De Klompenmakerij, onder pannen wolfdak met aan de voorzijde een gevel met ingezwenkte zijkanten en houten kroonlijst. Vensters met zes- en vierruitsschuiframen. Deur uit de bouwtijd met eenvoudig bovenlicht | Boerderij                | derde kwart 19e eeuw |           | Oldenhof 1        | 52° 36' 36" NB, 6° 39' 60" OL | 17186 | Upload foto |
| Hekpijlers bij Nederlands Hervormde Kerk | Straatmeubilair          |                      |           | a/d Boomhofstraat | 52° 36' 40" NB, 6° 40' 24" OL | 17187 | Meer afbeeldingen |
| Toren van de Nederlands Hervormde Kerk | Kerk en kerkonderdeel    | 1776                 |           | Kerkstraat bij 4  | 52° 36' 40" NB, 6° 40' 24" OL | 17190 | Meer afbeeldingen |
| Pand onder een aan de achterzijde afgewolfd zadeldak. Voorgevel met houten topschild en zesruitsschuifvensters, met luiken behangen. De Tapperijen van de Steensteeg                                                       | Woonhuis                 | 19e eeuw             |           | Kruisstraat 14    | 52° 36' 42" NB, 6° 40' 22" OL | 17191 | Pand onder een aan de achterzijde afgewolfd zadeldak. Voorgevel met houten topschild en zesruitsschuifvensters, met luiken behangen. De Tapperijen van de Steensteeg |
| Pand onder afgewolfd zadeldak, met luiken behangen zesruitsvensters. De Tapperijen van de Steensteeg | Woonhuis                 |                      |           | Kruisstraat 12    | 52° 36' 42" NB, 6° 40' 22" OL | 17192 | Pand onder afgewolfd zadeldak, met luiken behangen zesruitsvensters. De Tapperijen van de Steensteeg                                                                 |
| Gedeelte van de voormalige Loozensche Linie. Groot bastion met gebogen flanken, dat een restant vormt van een aangelegde onregelmatige gebastionneerde linie                                                               | Open verdedigingswerk    | 1799/1800            |           |                   | 52° 35' 37" NB, 6° 39' 17" OL | 17193 | Upload foto |
| Gedeelte van de voormalige Loozensche Linie. Groot bastion met gebogen flanken, dat een restant vormt van een aangelegde onregelmatige gebastionneerde linie                                                               | Open verdedigingswerk    | 1799/1800            |           |                   | 52° 35' 44" NB, 6° 39' 39" OL | 17194 | Upload foto |
| Gedeelte van de voormalige Loozensche Linie. Groot bastion met gebogen flanken, dat een restant vormt van een aangelegde onregelmatige gebastionneerde linie                                                               | Open verdedigingswerk    | 1799/1800            |           |                   | 52° 36' 15" NB, 6° 39' 50" OL | 17195 | Upload foto |